# Библиотекари
«Библиоте́кари» (англ. The Librarians) — американский приключенческий телесериал, разработанный Джоном Роджерсом на основе телевизионной франшизы «Библиотекарь». Двухчасовая премьера сериала состоялась 7 декабря 2014 года на телеканале TNT.
12 февраля 2015 года сериал был продлён на второй сезон из 10 эпизодов. 15 декабря 2015 года телеканал продлил шоу на третий сезон из 10 эпизодов . 24 января 2017 года сериал был официально продлён на четвёртый сезон из 12 эпизодов, который вышел 13 декабря 2017 года.
9 марта 2018 года стало известно о завершении сериала после четвёртого сезона.

## Сюжет
Сериал рассказывает о четырёх людях, выбранных Библиотекой для новой команды библиотекарей. Они вместе с Флинном Карсоном (Ноа Уайли) должны решать невозможные тайны, восстанавливать мощные артефакты и бороться со сверхъестественными угрозами, а особенно с силами «Братства змея» во главе с таинственным и бессмертным Дюлаком (Мэтт Фрюэр) в первом сезоне.
Во втором сезоне они борются с Просперо (из пьесы Шекспира) и профессором Мориарти («Шерлок Холмс» Артура Конан Дойла). В третьем сезоне герои сталкиваются с древнеегипетским Богом Хаоса — Апопом, а также с DOSA, где ранее работала полковник Ив Бэрд. В четвёртом сезоне библиотекари бросят вызов своему работодателю, они всерьёз станут задумываться над тем, стоит ли им доверять Библиотеке. Также в четвёртом сезоне вновь появится Николь Нун (первый хранитель Флинна Карсена), которая по неким причинам оказалась заточённой в Библиотеке на пятьсот лет.

## В ролях

### Основной состав
- Ребекка Ромейн — полковник Ив Бэрд: бывший член контр-террористического подразделения НАТО; Хранитель Библиотекарей, с четвёртого сезона бессмертна.
- Кристиан Кейн — Джейкоб Стоун: гениальный эксперт по истории искусств, родом из штата Оклахома.
- Линди Бут — Кассандра Киллиан: математический гений-синестетик с мозговой опухолью
- Джон Харлан Ким — Иезекииль Джонс: вор экстра-класса из Австралии.
- Джон Ларрокетт — Дженкинс (Галеас / Галахад): бессмертный смотритель Библиотеки, работающий в Пристройке.

### Второстепенный состав
- Ноа Уайли — Флинн Карсен: основной Библиотекарь с двумя десятками университетских степеней, с четвёртого сезона бессмертен.
- Мэтт Фрюэр — Дюлак / Ланселот дю Лак: глава Змеиного братства. Главный антагонист первого сезона.
- Алисия Уитт — Люсинда Маккейб / Моргана Ле Фэй: древняя колдунья, живущая со времён короля Артура.
- Лесли-Энн Брандт — Ламия: помощница Дюлака.
- Джейн Куртин — Шарлин: бухгалтер Библиотеки; первый Хранитель.
- Боб Ньюхарт — Джадсон: покойный наставник Флинна, чей дух иногда появляется в зеркале; первый Библиотекарь.
- Ричард Кокс — Просперо: волшебник из пьесы Шекспира, ставший настоящим. Главный антагонист второго сезона.
- Дэвид С. Ли — профессор Мориарти: злодей из книг о Шерлоке Холмсе, ставший настоящим благодаря Просперо и потому работает на него.
- Бет Рисграф — Владычица Озера: член общества женщин, изучающих магию и науку за пределами нашего мира.
- Ванесса Уильямс — генерал Синтия Роквелл: начальник DOSA, бывший командир Ив.
- Амин Эль-Гамал — Апоп: древнеегипетский бог хаоса. Главный антагонист третьего сезона.
- Рэйчел Николс — Николь Нун: первый Хранитель Флинна, является бессмертной. Главный антагонист четвёртого сезона.
- Джон Ноубл — Монсеньор Вега: глава Ордена теней, тайной организации внутри Ватикана, чья цель — уничтожить Библиотеку и вернуть мир в средние века.

## Разработка и производство
Телеканал TNT заказал десять эпизодов еженедельного сериала, основанного на трилогии «Библиотекарь». Такие актёры, как Ноа Уайли, Боб Ньюхарт и Джейн Куртин, снимавшиеся в фильмах, также появляются в телесериале. Также появляются четыре новых персонажа, которые начинают работать на Библиотеку. Сериал снимался в Портленде, штат Орегон. Некоторые сцены были сняты в Капитолии штата Орегон в Сейлеме.
Тизер сериала вышел в эфир сразу после финала сезона «Рухнувших небес». Премьера шоу состоялась 7 декабря 2014 года.
Первые два эпизода были также пущены в эфир как художественный фильм телеканалом The CW 12 декабря 2014 года.

## Эпизоды
| Сезон | Сезон  | Эпизоды | Оригинальная дата показа | Оригинальная дата показа |
| Сезон | Сезон  | Эпизоды | Премьера сезона          | Финал сезона             |
| ----- | ------ | ------- | ------------------------ | ------------------------ |
|       | Фильмы | 3       | 5 декабря 2004           | 7 декабря 2008           |
|       | 1      | 10      | 7 декабря 2014           | 18 января 2015           |
|       | 2      | 10      | 1 ноября 2015            | 27 декабря 2015          |
|       | 3      | 10      | 20 ноября 2016           | 22 января 2017           |
|       | 4      | 12      | 13 декабря 2017          | 7 февраля 2018           |

## Приём критиков
Оценка сериала «Библиотекари» на Metacritic, основанная на 15 «в целом положительных» рецензиях, составила 64 из 100. На Rotten Tomatoes свежесть сериала составляет 71 %, со средним рейтингом в 6,7 из 10 баллов, которые основаны на 14 рецензиях.